# Stephan Hugenschmidt
Pour les articles homonymes, voir Hugenschmidt.
Stephan Hugenschmidt est un athlète allemand né le 23 septembre 1986. Spécialiste de l'ultra-trail, il a notamment remporté l'Eiger Ultra Trail en 2017.

## Résultats
| no  | masculin           | Course                    | Longueur | Départ          | Temps            |
| --- | ------------------ | ------------------------- | -------- | --------------- | ---------------- |
| 2e  | Médaille d'argent  | Swiss Alpine Marathon K42 | 42 km    | 30 juillet 2011 | 3 h 12 min 58 s  |
| 3e  | Médaille de bronze | Swiss Alpine Marathon K78 | 78 km    | 27 juillet 2013 | 6 h 26 min 47 s  |
| 1re | Médaille d'or      | Zugspitz Ultratrail       | 101 km   | 21 juin 2014    | 10 h 36 min 50 s |
| 1er | Médaille d'or      | Eiger Ultra Trail         | 101 km   | 15 juillet 2017 | 11 h 01 min 10 s |